# Coursetia hidalgoana
Coursetia hidalgoana är en ärtväxtart som beskrevs av Matt Lavin. Coursetia hidalgoana ingår i släktet Coursetia, och familjen ärtväxter. Inga underarter finns listade i Catalogue of Life.